# Asgard (Mythologie)
Asgard (altnordisch Ásgarðr ‚Heim der Asen‘) ist sowohl nach der Edda des Snorri Sturluson als auch nach der Lieder-Edda der Wohnort des Göttergeschlechts der Asen. Asgard liegt in der Krone der Weltenesche Yggdrasil und ist über die Regenbogenbrücke Bifröst mit Midgard verbunden.
Asgard wird in den Grímnismál, dem zweiten Götterlied der Lieder-Edda, als riesige Burg beschrieben. Diese besteht aus den zwölf Palästen der Götter und ist von unbezwingbaren Mauern umgeben. Die zwölf Himmelsburgen bestehen aus Gold und Edelsteinen, die Gitter der Paläste aus goldenen Speeren; Wände und Fußböden sind goldgetäfelt, an den Decken hängen die strahlenden Schilde der Helden. Als größte Säle werden Walhall und Sessrumnir genannt, in denen sich die Helden nach ihrem Tod versammeln. Von seinem Thron Hlidskialf aus kann der Hauptgott Odin alle neun Welten überblicken.
Das Göttergeschlecht der Wanen lebt hingegen in Vanaheimr, was in den meisten Darstellungen zwar ebenfalls Teil des „Himmels“ ist, aber außerhalb Asgards liegt, ebenso Álfheimr, die Heimat der Alben. Selten wird Asgard auch als Teil Midgards dargestellt.

## Die Lage Asgards nach Snorri Sturluson
„Im Norden von den Gebirgen, welche das ganze bewohnte Land umgeben, fällt ein Strom durch Swithjod, der mit Recht Tanais heißt; er hieß vormals Tanaquisl oder Wanaquisl; er strömt aus in das schwarze Meer. Das Land zwischen den Armen des Wanaquisl hieß damals Wanaland oder Wanaheim; der Strom sondert die drei Erdtheile; der nach Osten heißt Asia, der nach Westen aber Europa. Das Land im Osten vom Tanaquisl in Asia hieß Asaland oder Asaheim; die Hauptburg aber, die im Lande war, nannten sie Asgard.“

## Erbauung Asgards
Asgards Mauern waren im Kampf der Asen und Wanen um die Obherrschaft durchbrochen worden. Daher ließen die Götter sie von einem Steinmetz neu und fester denn je zuvor errichten. Der Baumeister forderte als Belohnung die Göttin Freya sowie Sonne und Mond. Auf Anraten Lokis setzten die Götter ihm eine Frist. Er sollte den gesamten Bau in nur sechs Monaten, ohne jegliche Hilfe, fertigstellen. Der Reifriese akzeptierte die Bedingungen, bestand aber darauf, sein Pferd Svadilfari einsetzen zu dürfen. Zuerst unsicher, doch durch Loki bestärkt, dass auch ein Pferd dem Baumeister nicht helfen könne, das Werk zeitig zu vollenden, akzeptierten die Götter die Bedingungen. Zum Entsetzen der Götter schien es jedoch, dass der Baumeister seinen Teil des Handels einhalten könne – drei Tage vor dem Ende der Frist fehlte nur noch ein Torbogen. Das Pferd Svadilfari schaffte in der Nacht mächtige Steine heran. Daraufhin verwandelte sich Loki in eine Stute, verführte den Hengst Svadilfari und hielt ihn so von der Arbeit ab. Dadurch wurde die Frist nicht eingehalten. Loki gebar als Stute Odins Hengst Sleipnir. Wütend über die List der Götter gab sich der Baumeister als Hrimthurse zu erkennen, die mit den Göttern verfeindet waren, und wurde von Thor mit seinem Hammer Mjöllnir erschlagen.
Innerhalb der Mauer befand sich das Idafeld, eine Schmiedewerkstatt sowie Versammlungs- und Richtplatz der Asen, an dem sie über das Schicksal der Leute entscheiden und die Einrichtungen in der Burg bewahren sollten. Auf dem Hof wurden die 12 Sitze der Richter (Paläste) errichtet sowie der Hochsitz Hlidskialf für den Allvater (Odin). Dieses war das beste und größte Gebäude der Welt und sowohl außen als auch innen aus reinem Gold. Fensalir, der Palast Friggs und Vingólf, die Versammlungshalle der Asengöttinnen.

## Die zwölf Paläste Asgards
Die Reihenfolge folgt der Aufzählung des Lieds Grímnismál
1. Bilskirnir, der Palast Thors in Thrúdheim, der vielleicht nicht zu Asgard gehört
2. Ydalir (Eibental), der Palast Ullers
3. Valaskjalf, der Palast Walis
4. Sökkwabeck (gesunkene Bank, Schatzbank?), der Palast Sagas
5. Gladsheim (Froh- oder Glanzheim), der Palast Odins mit dem Saal der seligen Helden Walhall
6. Thrymheim (Donnerheim), der Palast Skadis
7. Breidablik (Breit- oder Weitglanz), der Palast Balders
8. Himinbjörg (Himmelsburg), der Palast Heimdalls
9. Folkwang (Volksfeld), der Palast Freyjas mit dem Saal Sessrumnir
10. Glitnir (der Glänzende), der Palast Forsetis
11. Nóatún (Schiffsstadt, Schiffsplatz), der Palast Njörðrs
12. Landwidi (Landweite), der Palast Vidars

## Zerstörung

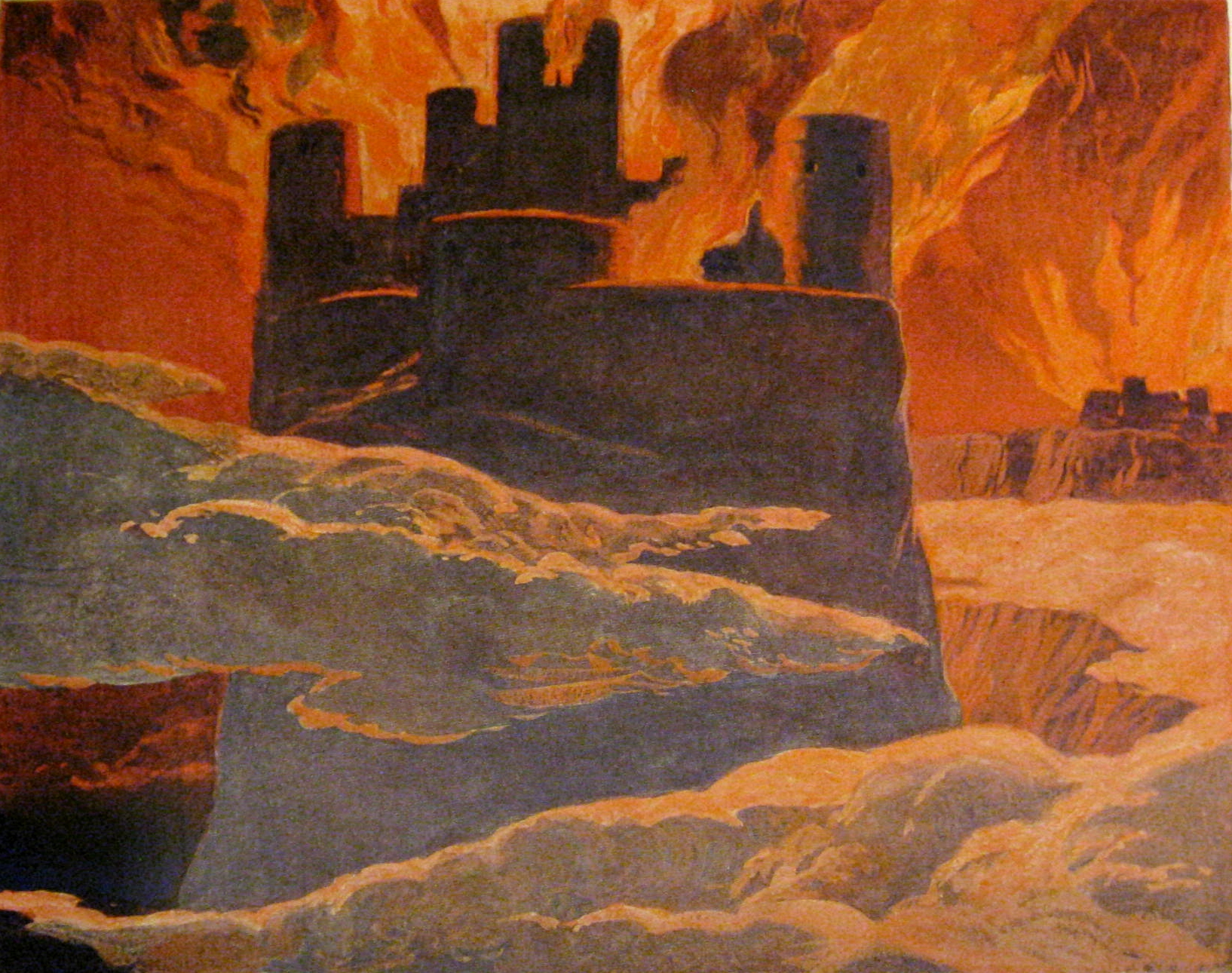
Die Zerstörung Asgards durch den Weltenbrand, eine Szene aus der letzten Phase von Ragnarök (Zeichnung von Emil Doepler, 1905)

Laut der Mythologie wird Asgard beim Ragnarök, der Götterschlacht, durch Surt in Brand gesteckt und zerstört.

## Moderne Rezeption
- Das Archaeen-Superphylum „Asgard“ wurde nach dem Wohnort der nordischen Götter benannt. Die der Gruppe zugehörigen Phyla wurden fast alle vorgeschlagen, nach Gestalten der nordischen Mythologie zu benennen.
- Der Schriftsteller und Philologe J. R. R. Tolkien übernahm einige Elemente Asgards für den Wohnsitz der Valar (Valinor) in seiner Mythologie zu Mittelerde, so beispielsweise den hohen Berg Taniquetil, von dem aus der oberste der Valar die Welt überblicken konnte.[6]
- Im Spiel Assassin’s Creed Valhalla ist Asgard ein spielbarer Handlungsort.
- In den Filmen Thor und Thor: Tag der Entscheidung ist Asgard zu sehen.